# Saint-Leu-la-Forêt
Saint-Leu-la-Forêt là một xã trong vùng hành chính Île-de-France, thuộc tỉnh Val-d'Oise, quận Pontoise, tổng Saint-Leu-la-Forêt. Tọa độ địa lý của xã là 49° 01' vĩ độ bắc, 02° 14' kinh độ đông. Saint-Leu-la-Forêt nằm trên độ cao trung bình là 84 mét trên mực nước biển, có điểm thấp nhất là 57 mét và điểm cao nhất là 191 mét. Xã có diện tích 5.26 km², dân số vào thời điểm 1999 là 15.243 người; mật độ dân số là 2.892 người/km².

## Thông tin nhân khẩu
| 1936  | 1946  | 1954  | 1962  | 1968   | 1975  | 1982   | 1990   | 1999   |
| ----- | ----- | ----- | ----- | ------ | ----- | ------ | ------ | ------ |
| 6 347 | 6 607 | 7 782 | 8 802 | 10 004 | 9 664 | 11 627 | 14 489 | 15 127 |

## Các thành phố kết nghĩa
- Wendlingen am Neckar, Đức
- Culcheth, Anh